# Campeonato Mundial de Atletismo de 2019 - 400 m masculino
A competição dos 400 metros masculino no Campeonato Mundial de Atletismo de 2019 foi realizada no Estádio Internacional Khalifa, em Doha, no Catar, entre os dias 1 e 4 de outubro.

## Recordes
Antes da competição, os recordes eram os seguintes: 
| Recorde mundial                               | Wayde van Niekerk (RSA)    | 43.03 | Rio de Janeiro , Brasil  | 14 de agosto de 2016   |
| Recorde do campeonato                         | Michael Johnson (USA)      | 43.18 | Sevilha, Espanha         | 26 de agosto de 1999   |
| Melhor marca do ano                           | Michael Norman (USA)       | 43.45 | Torrance, Estados Unidos | 20 de abril de 2019    |
| Recorde africano                              | Wayde van Niekerk (RSA)    | 43.03 | Rio de Janeiro , Brasil  | 14 de agosto de 2016   |
| Recorde asiático                              | Yousef Ahmad Masrahi (KSA) | 43.93 | Pequim, China            | 23 de agosto de 2015   |
| Recorde da América do Norte, Central e Caribe | Michael Johnson (USA)      | 43.18 | Sevilha, Espanha         | 26 de agosto de 1999   |
| Recorde sul-americano                         | Sanderlei Parrela (BRA)    | 44.29 | Sevilha, Espanha         | 26 de agosto de 1999   |
| Recorde europeu                               | Thomas Schönlebe (GDR)     | 44.33 | Roma, Itália             | 3 de setembro de 1987  |
| Recorde da Oceania                            | Darren Clark (AUS)         | 44.38 | Seul, Coreia do Sul      | 26 de setembro de 1988 |

Os seguintes recordes mundiais ou olímpicos foram estabelecidos durante esta competição:
| Data         | Evento | Atleta                 | Tempo | Notas                 |
| ------------ | ------ | ---------------------- | ----- | --------------------- |
| 4 de outubro | Final  | Anthony Zambrano (COL) | 44:15 | Recorde sul-americano |

## Medalhistas
| Ouro                  | Prata                  | Bronze            |
| Steven Gardiner (BAH) | Anthony Zambrano (COL) | Fred Kerley (USA) |

## Tempo de qualificação
| Tempo de qualificação |
| --------------------- |
| 45.30                 |

## Calendário
| Data                 | Horário | Fase          |
| -------------------- | ------- | ------------- |
| 1 de outubro de 2019 | 16:35   | Eliminatórias |
| 2 de outubro de 2019 | 20:35   | Semifinais    |
| 4 de outubro de 2019 | 22:20   | Final         |

Todos os horários estão no horário local (UTC+3)

## Resultados

### Eliminatórias
Qualificação: Três primeiros de cada bateria (Q) e os seis melhores tempos (q) das eliminatórias. 
| Pos. | Bateria | Raia | Atleta                | Nacionalidade            | Tempo | Notas                |
| ---- | ------- | ---- | --------------------- | ------------------------ | ----- | -------------------- |
| 1    | 2       | 2    | Kirani James          | Granada                  | 44.94 | Q                    |
| 2    | 4       | 7    | Michael Norman        | Estados Unidos           | 45.00 | Q                    |
| 3    | 4       | 5    | Demish Gaye           | Jamaica                  | 45.02 | Q                    |
| 4    | 6       | 7    | Emmanuel Korir        | Quênia                   | 45.08 | Q                    |
| 5    | 3       | 4    | Davide Re             | Itália                   | 45.08 | Q                    |
| 6    | 4       | 3    | Leungo Scotch         | Botswana                 | 45.10 | Q,                   |
| 7    | 2       | 8    | Julian Walsh          | Japão                    | 45.14 | Q,                   |
| 8    | 3       | 3    | Fred Kerley           | Estados Unidos           | 45.19 | Q                    |
| 9    | 1       | 3    | Machel Cedenio        | Trinidad e Tobago        | 45.26 | Q                    |
| 10   | 6       | 6    | Jonathan Sacoor       | Bélgica                  | 45.32 | Q                    |
| 11   | 1       | 4    | Akeem Bloomfield      | Jamaica                  | 45.34 | Q                    |
| 12   | 6       | 5    | Rabah Yousif          | Grã-Bretanha             | 45.40 | Q                    |
| 13   | 1       | 8    | Thapelo Phora         | África do Sul            | 45.45 | Q                    |
| 14   | 3       | 7    | Abbas Abubakar Abbas  | Bahrein                  | 45.47 | Q                    |
| 15   | 2       | 3    | Vernon Norwood        | Estados Unidos           | 45.59 | Q                    |
| 16   | 6       | 8    | Jhon Perlaza          | Colômbia                 | 45.62 | q                    |
| 17   | 1       | 5    | Alphas Kishoyian      | Quênia                   | 45.65 | q                    |
| 18   | 5       | 3    | Steven Gardiner       | Bahamas                  | 45.68 | Q                    |
| 19   | 3       | 8    | Mazen Al-Yasen        | Arábia Saudita           | 45.70 | q                    |
| 20   | 6       | 3    | Nathan Strother       | Estados Unidos           | 45.71 | q                    |
| 21   | 4       | 4    | Yousef Karam          | Kuwait                   | 45.74 | q                    |
| 22   | 2       | 7    | Steven Solomon        | Austrália                | 45.82 | q                    |
| 23   | 2       | 6    | Derrick Mokaleng      | África do Sul            | 45.87 |                      |
| 24   | 5       | 5    | Philip Osei           | Canadá                   | 45.87 | Q                    |
| 25   | 4       | 2    | Alonzo Russell        | Bahamas                  | 45.91 |                      |
| 26   | 5       | 6    | Anthony Zambrano      | Colômbia                 | 45.93 | Q                    |
| 27   | 1       | 6    | Lucas Carvalho        | Brasil                   | 46.01 |                      |
| 28   | 5       | 7    | Ditiro Nzamani        | Botswana                 | 46.19 |                      |
| 29   | 5       | 2    | Rusheen McDonald      | Jamaica                  | 46.21 |                      |
| 30   | 3       | 2    | Mikhail Litvin        | Cazaquistão              | 46.28 |                      |
| 31   | 6       | 4    | Taha Hussein Yaseen   | Iraque                   | 46.58 |                      |
| 32   | 4       | 6    | Todiasoa Rabearison   | Madagáscar               | 46.80 | Recorde nacional     |
| 33   | 2       | 4    | Luka Janežič          | Eslovênia                | 46.84 |                      |
| 34   | 5       | 4    | Brandon Parris        | São Vicente e Granadinas | 47.39 |                      |
| 35   | 6       | 2    | Jessy Franco          | Gibraltar                | 47.41 | Recorde nacional     |
| 36   | 3       | 5    | Bachir Mahamat        | Chade                    | 47.65 |                      |
| 37   | 1       | 2    | Abdalelah Haroun      | Catar                    | 47.76 | Recorde da temporada |
| 38   | 3       | 6    | Jovan Stojoski        | Macedônia do Norte       | 47.92 |                      |
| 39   | 4       | 8    | Moussa Zaroumeye      | Níger                    | 48.13 |                      |
| 40   | 5       | 8    | Mohammad Jahir Rayhan | Bangladesh               | 48.48 |                      |
| 41   | 2       | 5    | Tikie Terry Mael      | Vanuatu                  | 48.52 | Recorde pessoal      |
| 42   | 1       | 7    | Matthew Hudson-Smith  | Grã-Bretanha             | DNF   | DNF                  |

### Semifinais
Qualificação: Dois primeiros de cada bateria (Q) e os dois melhores tempos (q) das semifinais. 
| Pos. | Bateria | Raia | Atleta               | Nacionalidade     | Tempo | Notas                |
| ---- | ------- | ---- | -------------------- | ----------------- | ----- | -------------------- |
| 1    | 2       | 6    | Steven Gardiner      | Bahamas           | 44.13 | Q,                   |
| 2    | 2       | 5    | Kirani James         | Granada           | 44.23 | Q,                   |
| 3    | 1       | 4    | Fred Kerley          | Estados Unidos    | 44.25 | Q                    |
| 4    | 1       | 5    | Emmanuel Korir       | Quênia            | 44.37 | Q,                   |
| 5    | 3       | 7    | Machel Cedenio       | Trinidad e Tobago | 44.41 | Q,                   |
| 6    | 3       | 8    | Anthony Zambrano     | Colômbia          | 44.55 | Q,                   |
| 7    | 2       | 7    | Demish Gaye          | Jamaica           | 44.66 | q,                   |
| 8    | 3       | 6    | Akeem Bloomfield     | Jamaica           | 44.77 | q                    |
| 9    | 1       | 7    | Davide Re            | Itália            | 44.85 |                      |
| 10   | 2       | 9    | Vernon Norwood       | Estados Unidos    | 45.00 |                      |
| 11   | 2       | 8    | Leungo Scotch        | Botswana          | 45.00 | Recorde pessoal      |
| 12   | 1       | 6    | Jonathan Sacoor      | Bélgica           | 45.03 | =                    |
| 13   | 3       | 5    | Julian Walsh         | Japão             | 45.13 | Recorde pessoal      |
| 14   | 3       | 9    | Rabah Yousif         | Grã-Bretanha      | 45.15 | Recorde pessoal      |
| 15   | 2       | 3    | Jhon Perlaza         | Colômbia          | 45.17 |                      |
| 16   | 1       | 9    | Thapelo Phora        | África do Sul     | 45.24 |                      |
| 17   | 1       | 8    | Abbas Abubakar Abbas | Bahrein           | 45.26 |                      |
| 18   | 1       | 2    | Nathan Strother      | Estados Unidos    | 45.34 |                      |
| 19   | 2       | 4    | Philip Osei          | Canadá            | 45.44 |                      |
| 20   | 2       | 2    | Steven Solomon       | Austrália         | 45.54 | Recorde da temporada |
| 21   | 3       | 2    | Alphas Kishoyian     | Quênia            | 45.55 |                      |
| 22   | 3       | 4    | Michael Norman       | Estados Unidos    | 45.94 |                      |
| 23   | 1       | 3    | Mazen Al-Yasen       | Arábia Saudita    | 46.11 |                      |
| 24   | 3       | 3    | Yousef Karam         | Kuwait            | DNF   | DNF                  |

### Final
A final ocorreu dia 4 de outubro às 22:20. 
| Pos.              | Raia | Atleta           | Nacionalidade     | Tempo | Notas                 |
| ----------------- | ---- | ---------------- | ----------------- | ----- | --------------------- |
| Medalha de ouro   | 4    | Steven Gardiner  | Bahamas           | 43.48 | Recorde nacional      |
| Medalha de prata  | 8    | Anthony Zambrano | Colômbia          | 44.15 | Recorde sul-americano |
| Medalha de bronze | 5    | Fred Kerley      | Estados Unidos    | 44.17 |                       |
| 4                 | 3    | Demish Gaye      | Jamaica           | 44.46 | Recorde pessoal       |
| 5                 | 7    | Kirani James     | Granada           | 44.54 |                       |
| 6                 | 9    | Emmanuel Korir   | Quênia            | 44.94 |                       |
| 7                 | 6    | Machel Cedenio   | Trinidad e Tobago | 45.30 |                       |
| 8                 | 2    | Akeem Bloomfield | Jamaica           | 45.36 |                       |

Legenda
| Recorde mundial       | Recorde mundial (World record)               |                       | Recorde africano                      | Recorde africano (African) |                                           | Q | Classificado por posição (Qualified) |
| Recorde do campeonato | Recorde do campeonato (Championship record)  | Recorde da América    | Recorde da América (Americas)         | q                          | Classificado por melhor tempo (Qualified) |   |                                      |
| Melhor marca do ano   | Melhor marca do ano (World leading)          | Recorde asiático      | Recorde asiático (Asian)              | DNS                        | Não largou (Did not start)                |   |                                      |
| Recorde nacional      | Recorde nacional (National record)           | Recorde europeu       | Recorde europeu (European)            | DNF                        | Não terminou (Did not finish)             |   |                                      |
| Recorde pessoal       | Recorde pessoal do atleta (Personal best)    | Recorde da Oceania    | Recorde da Oceania (Oceania)          | DSQ / DQ                   | Desclassificado (Disqualified)            |   |                                      |
| Recorde da temporada  | Recorde da temporada do atleta (Season best) | Recorde sul-americano | Recorde sul-americano (South America) | NM                         | Sem marca (No mark)                       |   |                                      |